# Drepanosiphum dixoni
Drepanosiphum dixoni är en insektsart. Drepanosiphum dixoni ingår i släktet Drepanosiphum och familjen långrörsbladlöss. Inga underarter finns listade i Catalogue of Life.